# Alfred Barye
Pour les articles homonymes, voir Barye (homonymie).
Louis Alfred Barye, dit Barye le fils, né à Paris le 21 janvier 1839 et mort dans la même ville le 13 mai 1895 est un sculpteur français.

## Biographie
Alfred Barye est l'élève de son père, le sculpteur Antoine-Louis Barye (1795-1875). Son œuvre comprend des bronzes animaliers ainsi que des sujets orientalistes. À la demande de son père, il signe ses œuvres sous le nom de Barye « Le fils » pour le différencier. Il expose au Salon de 1864 à 1882.
Alfred Barye réalisa les sculptures de son père, Antoine-Louis Barye, pendant des décennies, sans pouvoir apposer sa propre signature. Cette situation perdura jusqu'à ce qu'une rupture des relations entre les deux se produise.
Alfred Barye réalise le Le cheval arabe (anglais : Arab horse) avec la collaboration d'Émile-Coriolan Guillemin édité en bronze par la Maison Barbedienne à Paris.

## Œuvres dans les collections publiques
Brésil
- São Paulo, musée d'art de São Paulo.

États-Unis
- Cambridge :
  - Fogg Art Museum ;
  - musée Busch-Reisinger.
- New York, Brooklyn Museum.
- Washington, musée Arthur M. Sackler.

France
- Paris :
  - musée du Louvre ;
  - musée d'Orsay.

Israël
- Jérusalem, musée d'Israël.

## Œuvres célèbres
- Sa sculpture équestre, Le cheval arabe (anglais : Arab horse), exposée au Musée du Louvre à Paris, est signée à la fois par lui et par Émile Guillemin.

## Liens
- Déesse couronnée (Guillemin)